# Gietrzwałd (plaats)
Gietrzwałd (Duits: Dietrichswalde) is een dorp in het Poolse woiwodschap Ermland-Mazurië, in het district Olsztyński. De plaats maakt deel uit van de gemeente Gietrzwałd en telt 1070 inwoners.
Gietrzwałd is een populaire rooms-katholieke bedevaartbestemming. 